# Cavron-Saint-Martin
Cavron-Saint-Martin is een gemeente in het Franse departement Pas-de-Calais (regio Hauts-de-France) en telt 435 inwoners (2005). De plaats maakt deel uit van het arrondissement Montreuil.

## Geografie
De oppervlakte van Cavron-Saint-Martin bedraagt 11,9 km², de bevolkingsdichtheid is 36,6 inwoners per km².
De onderstaande kaart toont de ligging van Cavron-Saint-Martin met de belangrijkste infrastructuur en aangrenzende gemeenten.

## Demografie
Onderstaande figuur toont het verloop van het inwonertal (bron: INSEE-tellingen).